# Стасис Лозорайтіс
Стасис Лозорайтіс (лит. Stasys Lozoraitis; 5 вересня 1898, Каунас — 24 грудня 1983, Римі) — литовський політик і дипломат, міністр закордонних справ Литви у 1934—1938 роках.

## Життєпис
У 1918 році — служив в міністерстві внутрішніх справ Литви. З 1919 до 1923 — начальник Канцелярії Кабінету Міністрів Литви. З 1923 року на дипломатичній службі. Працював в димпломатичних установ у Німеччині. З 1929 року по 1932 — працював в посольстві при Святому Престолі. З 1932 року по 1934 — директор Політичного департаменту Міністерства закордонних справ Литви.
З 12 червня 1934 року до 5 грудня 1938 — Міністр закордонних справ Литовської Республіки. На посаді міністра закордонних справ повинен був дотримуватися підписаної раніше Заунюсом редакції таємної угоди з СРСР про обмін інформацією стосовно Естонії, Латвії і Польщі, проте в той самий час зміцнював стосунки і з латишами, і з естонцями. Лозорайтіс взявся зміцнювати дипломатію і підготував разом зі Стасісом Раштікісом стратегію національної безпеки. Проте встановлені Лозорайтісом контакти з міністром закордонних справ Польщі Юзефом Беком та зустрічі з ним закінчились безрезультатно. У 1934 році, з ініціативи країн Балтії, було підписано Женевську угоду про мир. У 1935 році — обраний членом Міжнародної дипломатичної академії (Париж, Франція). 1938 року, після польського ультиматуму Литві, був звільнений прем'єр-міністром Владасом Міронасом через провальність зовнішньої політики.
З 1939 року — надзвичайний посланник і повноважний міністр Литви в Італії. 1940 року, з початком окупації Литви Радянським Союзом, відповідно до директиви Міністра закордонних справ Юозаса Уршбіса був призначений главою (шефом) дипломатичної служби Литви. Цю посаду він обіймав до своєї смерті 1983 року. На цій посаді займався питаннями захисту прав литовських громадян за межами СРСР і питаннями відновлення державного суверенітету Литви.
19 вересня 1940 року по ініціативі Лозорайтіса був створений «Литовський національний комітет» (або Колегія литовських дипломатів), який об'єднав тих діячів, які не визнали радянську владу і відмовилися повернутися. Лозорайтіс був обраний віце-президентом цієї організації (президентом був обраний колишній прем'єр-міністр Ернястас Галванаускас).
10 листопада 1998 року перепохований в Каунасі.